# Мембранний струм
Мембранний струм (рос. мембранный ток, англ. streaming current) — мембранний струм і потенціал протікання — два взаємозалежних електрокінетичних явища, що вивчаються в галузі хімії поверхні та електрохімії. Вони мають місце, коли електроліт приводиться в рух градієнтом тиску через канал або пористу пробку із зарядженими стінками.
Електричний струм протікає через мембранний елемент, якщо електроди, що вважаються ідеально деполяризованими, є короткозамкненими. Він додатний, якщо тече через мембрану або іншу перегородку з боку високого тиску в напрямку низького (а ззовні йде з боку низького тиску в напрямку високого).